# 吳秀 (成化進士)
吳秀，字文朴，江西饒州府餘干縣人，軍籍，明朝政治人物。進士出身。

## 生平
早年出身國子生，成化十年（1474年）甲午科江西鄉試第十七名。成化十四年（1478年）戊戌科會試第十八名，殿試登進士第三甲第一百九十八名。授浙江慈溪县知县。

## 家族
曾祖父吳慶祖。祖父吳允恭。父亲吳忠。